# Chaetodipus ammophilus dalquesti
Chaetodipus ammophilus dalquesti és una subespècie de Chaetodipus ammophilus, un rosegador de la família dels heteròmids. Viu a la Baixa Califòrnia Sud (Mèxic). No se sap res sobre els seus costums i el seu hàbitat. Està associada a les zones desèrtiques i sorrenques i, més específicament, amb les plantes epifítes, al voltant de les quals hi ha més humiditat. Està amenaçada per la transformació del seu entorn per a usos urbanístics i turístics.
Aquest tàxon fou anomenat en honor del zoòleg estatunidenc Walter Woelber Dalquest.